# 霍克克里克鎮區 (明尼蘇達州倫維爾縣)
霍克克里克鎮區（英語：Hawk Creek Township）是位於美國明尼蘇達州倫維爾縣的一個行政鎮區。

## 地方資料
霍克克里克鎮區的面積為79.06平方千米，當中陸地面積為78.92平方千米，而水域面積為0.13平方千米。根據2020年美國人口普查的數據，當地共有人口195人，而人口密度為每平方千米2.47人。